# Iō Kuroda
Pour les articles homonymes, voir Kuroda.
黒田・硫黄
Œuvres principales
- Le clan des Tengu
- Daiō
- Kurofune
- Un été andalou et autres aubergines
- Sexy Voice and Robo

Iō Kuroda (黒田・硫黄, Kuroda Iō) est un mangaka japonais né le 5 janvier 1971  à Sapporo dans la préfecture de Hokkaido, au Japon.

## Biographie
Iō est né à Sapporo en 1971. Lui et son frère jumeau ont souvent déménagé dans leur jeunesse.
Il est diplômé de l'Université Hitotsubashi.
Il utilise un nom de plume provenant de la contraction de son nom Kuroda et du robot Kasei Daiō qui donne Kurodaiō[réf. souhaitée].
Son style graphique est assez dynamique il retranscrit bien les expressions faciales sur le visage des protagonistes. Ses histoires racontes des tranches de vies mais il arrive à y intégrer naturellement des événements extraordinaires (robots, éléphants...).

## Œuvre
- 1995 : Le clan des Tengu (大日本天狗党絵詞, Dai-Nippon Tengu-tō Ekotoba?)[note 2]
- 1999 : Daiō (大王)[note 3]
- 2000 - 2002 : Nasu (en) (茄子)[note 4], adapté en film d’animation : Nasu, un été andalou
- 2000 - 2003 : Sexy Voice and Robo (en) (セクシーボイスアンドロボ)
- 2001 : Kurofune (黒船)
- 2003 : Eiga ni Ke ga Sanbon! (映画に毛が3本!)
- en cours : Atarashii Asa (あたらしい朝)

## Récompenses
- 2002 - Grand Prix au Japan Media Arts Festival pour le manga Sexy Voice and Robo[2].

## Sources
- (en) Cet article est partiellement ou en totalité issu de l’article de Wikipédia en anglais intitulé « Iou Kuroda » (voir la liste des auteurs).